# Manzo
Manzo (inne nazwy: manso, maus, jojo, małż, masa) – zespołowa gra zręcznościowa, popularna i praktykowana obecnie głównie wśród harcerzy.

## Zasady

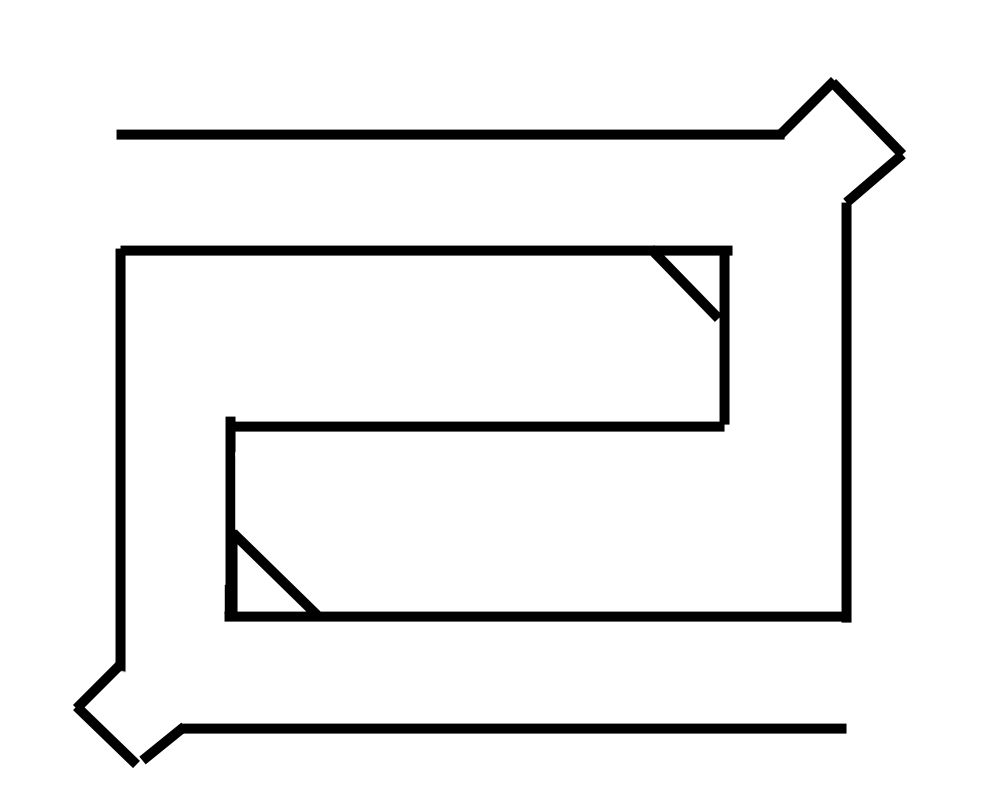
Pole gry do manzo

Manso nie ma skodyfikowanych zasad. Na specjalnym polu do gry naprzeciw siebie stają dwie drużyny (zwykle po 3 lub więcej graczy). Celem gry jest zdobycie mansa, czyli bazy przeciwnika oznaczonej na narożniku pola drużyny przeciwnej. Aby to zrobić, należy opuścić pole swojej drużyny przez tak zwany korytarz, następnie obiec pola obydwu drużyn (nazywane czasem labiryntem), dostać się na pole drużyny przeciwnej i, wypowiadając jednocześnie słowo manso, dotknąć bazy. Grę można zakończyć na jednej rundzie, bądź prowadzić ją do określonej liczby zwycięstw.
- dotknięcie ziemi po przekroczeniu linii pola eliminuje z gry;
- zawodnicy mogą eliminować przeciwników poprzez wypchnięcie lub przeciągnięcie gracza na ziemie po odwrotnej stronie linii pola na której się znajduje;
- nie można atakować przeciwnika znajdującego się w uchu (nazwa wydzielonej części pola, w zależności od wersji gry są 2 lub 4 takie strefy);
- po wybiegnięciu z labiryntu, zawodnicy nie mogą walczyć;
- Dozwolone jest przeciąganie się oraz łapanie zawodników za części ubrań;

Nie zawsze jednak przestrzega się restrykcyjnie dwóch ostatnich reguł. Czasem pozwala się na eliminacje zawodników znajdujących się w uchu, a nawet w korytarzach czy na polu drużyny, przez zawodników znajdujących się poza labiryntem.

## Pole do gry
Pole do gry można zbudować w zależności od warunków np. za pomocą sznurka i wbitych w ziemię kołków. Rozmiary pola do gry powinny być przystosowane do liczby zawodników. Zwykle szerokość korytarza jak i średnica ucha wahają się od 50 centymetrów do 1 metra. Wymiary pola drużyny to często 3 metry na 5 metrów.